# Prodecatoma spermophaga
Prodecatoma spermophaga is een vliesvleugelig insect uit de familie Eurytomidae. De wetenschappelijke naam is voor het eerst geldig gepubliceerd in 1928 door Costa Lima.